# XTL
XTL(eXtended The Line)이란 확장형 브랜드 마케팅을 의미하는 개념으로 ATL과 BTL중심의 마케팅 산업의 구분과 온오프라인의 경계가 모호해진 현대의 마케팅 산업에서 경계를 나누지 않고 XR, 메타버스 등 4차 산업혁명 기술을 융합시켜 고객의 니즈에 맞춰 얼마든지 새로운 영역으로 확장할 수 있는 가능성을 열어 두는 용어의 새로운 개념이다.
XTL 개념의 시작은 ‘Dare Imagine Dream-감히 상상하라’라는 핵심가치 아래 이벤트 프로모션 및 버츄얼 콘텐츠 산업에서 새로운 비즈니스 모델을 제시하는 기업인 에프엠커뮤니케이션즈의 브랜드 사업확장 개념에서 출발했다.

## 정의
XTL(eXtended the Line)은 비대면과 대면, 온라인과 오프라인, 현실과 가상을 연결하는 확장된 마케팅 활동이라 정의할 수 있다.
기존 광고 영역이었던 ATL과 BTL의 확장개념으로 볼 수 있으며, ATL(Above the Line)은 소비자에게 메시지를 일방향으로 전달하는 매체를 말하는 것으로 TV, 라디오, 신문, 잡지 등의 4대 매체를 말하며, BTL(Below the Line)은 마케팅을 직접적으로 지원하기 위한 활동인 이벤트, 전시, 스포츠마케팅, CI, PR, 옥외매체, 인터넷 등을 말한다. 일방적으로 정보를 전달하는 ATL (TV, 라디오, 신문, 잡지)와 달리 쌍방향의 성격을 갖는다. XTL(eXtended the Line)은 기존 마케팅 커뮤니케이션 영역의 경계를 허물고 가상영역은 물론 아직 우리가 모르지만 빠르게 변화하고 있는 새로운 개념의 공간까지도 모두 포괄하는 무한 확장의 커뮤니케이션 트랜드라고 할 수 있다.
XTL이란 용어의 첫번째 공식 사용은 2021년 1월에 에프엠커뮤니케이션즈의 미래비전발표에서 처음 개발, 사용되었으며 이후 ATL과 BTL을 아우르는 새로운 차원의 마케팅 영역의 개념으로 널리 사용되고 있다. 이 XTL은 다양한 개념들을 포함하고 있다. 기존의 마케팅 커뮤니케이션 기법들은 물론, 마케팅 영역에만 국한되어 있는 것이 아닌 앞으로 다가올 미래에 대한 다양한 상상력과 예술적 감각, 그리고 4차산업혁명 기술이 모두 융합돼 어느 한 기법이라고 한정 시킬 수 없으며, 급진적으로 변화하는 시장의 흐름에 맞게 다양한 형태로 확장, 진화 되는 고객 커뮤니케이션을 통칭한다.
XTL (eXtended The Line) 산업의 핵심 요소는 4차 산업혁명 기술, 즉 정보통신 기술 (ICT)이다.   인공지능, 사물인터넷, 빅테이터, 로봇공학, 자율주행, 가상현실 등 정보통신 기술 (ICT) 바탕으로 살아가는 고객들에게 미래기술 융합한 새로운 고객 경험을 제공하는 것이다.
이에 에프엠커뮤니케이션즈는 XTL 사업에 혁신적인 4차산업혁명기술을 적용하기 위한 기술 개발을 추진하고 그 기술력을 “4XTL”이라 정의한다.
즉 “4XTL” 확장형 브랜드 마케팅을 의미하는 XTL(eXtended The Line)과 4차산업혁명기술을 융합,새로운 미래의 가치를 발견하는 새로운 마케팅 커뮤니케이션 기술이다.
이렇게 4차산업혁명기술을 상징화한 “4XTL” 기술은 미래 기술이 발전함에 따라 5XTL, 6XTL로의 확장성도 열어둔 개념으로 볼 수 있다.

## XTL 마케팅 사례

### 1. XR 영상 기술을 활용한 XTL 마케팅

#### 1) 실시간 온라인 XR LIVE 송출 사례
FM XR LIVE STUDIO의 XR 실시간 온라인 XR LIVE 촬영기술을 적용
크로마키 호리존을 배경으로 XR 카메라 트랙킹 기술을 적용하여 촬영
배경으로 활용된 VFX 디자인 콘텐츠와 결합하여 실시간 온라인 LIVE 방송 송출

#### 2) 온라인 XR 쇼케이스 사례
대형 LED 화면을 배경으로 XR 카메라 트랙킹 기술을 적용하여 촬영
배경으로 활용된 VFX 디자인 콘텐츠와 결합하여 온라인 송출
VFX 디자인 퀄리티와 디자인 리소스 정교화를 위한 후편집 과정으로 전 녹화 진행 및 편집 후 생중계 형태로 온라인 송출

### 2. B-Block 활용한 XTL 마케팅 사례
B-Block이란 고성능의 WorkStation과 각종 부가 장비들을 통해 다양한 연출과 안정적인 환경을 제공할 수 있도록 에프엠커뮤니케이션즈가 31년간의 프로모션 노하우에 IT 기술을 접목시켜 개발한 통합 라이브 스트리밍 솔루션이다.
B-Block은 정부부처, 기업별로 사용하고 있는 다양한 화상 플랫폼과 호환이 가능하며, 고품질 영상, 멀티 뷰 등의 다양한 레이아웃, 그리고 높은 음향 퀄리티 등을 제공할 뿐만 아니라, 최대 1,000명 이상의 참가 인원이 쌍방향 소통을 할 수 있는 안정성을 확보해 온라인에서의 참여 경험을 극대화할 수 있다.

#### 1) 온라인 라이브 스트리밍 프로젝트 사례
유튜브 / 트위치 2개 채널을 활용한 온라인 라이브 스트리밍 진행
비대면 참여자 100명과 B-Block을 활용한 실시간 양방향 소통 프로모션 진행

### 3. 메타버스 플랫폼을 활용한 마케팅 사례
메타버스 콘텐츠 이용자가 많은 플랫폼 내에서 IP를 활용한 콘텐츠 제작 및 아이템 판매하며 유저 팬 층을 확보하며 기업 브랜드의 콘텐츠 제작 및 광고/PPL 마케팅 서비스를 제공하는 하는 것을 말한다.
FM META STUDIO는 메타버스 환경과 크리에이터 생태계를 연구하고 상상력 가득한 콘텐츠를 제작하는 크리에이터 그룹으로 메타버스 환경에서 기획, 디자인, 게임 개발 등 메타버스 브랜드 마케팅 솔루션을 제공한다.